# Star Trek: Phase II
Para ver otros usos de Star Trek, ver Star Trek (desambiguación).
Star Trek: Phase II fue un proyecto de serie de televisión de ciencia ficción planeado por Gene Roddenberry, creador de Star Trek. Su estreno estaba planeado para comienzos de 1978, dentro del lanzamiento de un nuevo canal de Paramount, que en 1995 se convertiría en UPN. La serie, que no se llegó a rodar, hubiera seguido las aventuras de la tripulación del Enterprise con una segunda misión de cinco años.

## Concepción y abandono del proyecto
A lo largo de la década de 1970 se habían hecho varios intentos para una película de Star Trek, incluyendo un proyecto de Roddenberry en 1975 llamado The God Thing y otro titulado Planet of Titans, del que llegó a hacerse un guion que fue abandonado en 1977. En su lugar, se decidió crear una nueva serie de televisión de Star Trek, para un nuevo canal de Paramount. El anuncio se hizo el 17 de junio del 1977, con una fecha de inicio para febrero del 1978.
La preproducción comenzó con la construcción de los decorados. Se hicieron varios modelos, incluyendo el USS Enterprise (NCC-1701) y muchos modelos del episodio piloto. Además, se realizaron gestiones para contar con la mayoría del reparto original, junto con audiciones para nuevos personajes. Se planeó utilizar el mismo uniforme de Star Trek: La serie original. En total se escribieron 13 guiones, suficientes para producir media temporada.
El trabajo para la serie llegó a su fin, cuando se desistió de continuar con el propuesto canal de televisión. Sin embargo, siguiendo el gran éxito de películas de ciencia ficción como Star Wars y Close Encounters of the Third Kind, el episodio piloto planeado, titulado In Thy Image, fue adaptado para el cine en la película Star Trek I: La película.

## Actores y personajes
La serie planeaba incluir a William Shatner y DeForest Kelley, interpretando sus papeles de James T. Kirk y Leonard McCoy. Una ausencia importante sería la de Leonard Nimoy, quién desistió del proyecto debido a otras obligaciones. Scotty, Uhura, Sulu, y Pavel Chekov también regresarían, con el ascenso de Uhura y Sulu a teniente comandantes, y teniente para Chekov, quién también haría de jefe de seguridad. También volvería el personaje de Christine Chapel, convirtiéndose en doctora (en la serie original era enfermera). Phase II marcaría el regreso de Janice Rand a bordo del USS Enterprise.

### Nuevos personajes
Phase II hubiese incluido nuevos personajes, como el comandante Willard 'Will' Decker (posiblemente presentado para reemplazar a lo largo de la serie a William Shatner, ya que este había firmado solo para 13 episodios), la teniente Ilia, y el teniente vulcaniano Xon.
- Teniente Xon

De acuerdo con la biblia de la serie, Xon iba a ser totalmente vulcaniano (a diferencia de Spock), recién salido de la Academia. El doctor McCoy iba a ser su protector. El personaje de Xon no apareció en Star Trek I: La película, aunque David Gautreaux había sido contratado para ese papel. 
- Comandante Decker

Decker hubiese sido mostrado en el programa como uno de una larga lista de oficiales de la Flota Estelar. En los primeros guiones se decía que era hijo del Comodoro Matthew Decker, personaje que apareció en el episodio de la serie original La máquina del Juicio Final.
- Teniente Ilia

Ilia es una deltana, y junto con el personaje de Decker apareció en Star Trek I: La película. En la película se estableció que ambos tenían una relación preexistente. Persis Khambatta interpretaría el rol de Ilia en Phase II y luego siguió con el proyecto para la película. La relación de William Riker y Deanna Troi, personajes de Star Trek: La nueva generación, deriva de la de Decker e Ilia.

## Phase II: The Lost Series
En 1997 fue publicado un libro titulado Star Trek Phase II: The Lost Series, escrito por Judith y Garfield Reeves-Stevens, que narra los detalles de la concepción del plan y posterior cancelación de la serie, mirando cada aspecto de la producción, el detrás de escena de un programa que casi sucede pero que no pasó, fotos y pósteres nunca antes vistos e información técnica.